# آنتوان گوتیرز
آنتوان گوتیرز (فرانسوی: Antoine Gutierrez‎؛ زادهٔ ۷ ژانویهٔ ۱۹۵۳) دوچرخه‌سوار اهل فرانسه است.